# 中国各地方电视台午间新闻列表
这条目列出中华人民共和国各地方电视台正在播映的午间电视新闻节目。
关于中华人民共和国国家级电视台的同类节目，请参见午间新闻列表#中国大陆。

## 北京市
- 北京广播电视台
  - 新闻频道与北京卫视于每日12:00联播的《特别关注》
  - 纪实科教频道于每日12:00播出的《法治进行时》（周六以“《法治进行时》周末版《庭审纪实》”的名义播出，周日以“《法治进行时》周末版《警法目录》”的名义播出）

## 天津市
- 天津广播电视台
  - 新闻频道与天津卫视于星期一至六12:00联播的《12点报道》
  - 体育频道于每日11:55播出的《天视体育新闻》

## 河北省
- 石家庄广播电视台
  - 新闻综合频道于每日11:28播出的《新闻午报》
- 沧州广播电视台
  - 新闻综合频道于每日12:30播出的《新闻午餐》
- 廊坊广播电视台
  - 新闻综合频道于每日11:46播出的《午间播报》
- 衡水广播电视台
  - 新闻综合频道于每日12:30播出的《直播30分》
- 保定广播电视台
  - 新闻综合频道于每日12:30播出的《午观八方》

## 山西省
- 山西广播电视台
  - 山西卫视于每日12:30播出的《新闻午报》

- 太原广播电视台
  - 新闻频道于每日11:00和12:00播出的《整点快报》

## 内蒙古自治区
- 内蒙古电视台
  - 内蒙古卫视与新闻综合频道于每日13:00联播的《午间新闻》（汉语普通话）
  - 蒙语卫视于每日12:00播出的《午间新闻》（蒙语）
  - 新闻综合频道于每日11:50播出的《法治专线》
- 呼和浩特广播电视台
  - 新闻频道于每日12:30播出的《午间播报》
- 乌海广播电视台
  - 新闻综合频道于星期一至五12:30播出的《午间新闻》

## 辽宁省
- 辽宁广播电视台
  - 辽宁卫视于每日12:00播出的《说天下》
- 大连广播电视台
  - 新闻综合频道于星期一至五11:59播出的《午间新闻》

## 吉林省
- 吉林广播电视台
  - 吉林卫视于每日12:00播出的《正午吉林》
  - 乡村频道于每日11:30播出的《乡村四季12316》
  - 公共·新闻频道于每日11:30播出的《第1报道》
- 长春广播电视台
  - 综合频道于每日11:30播出的《城市速递午间版》
- 吉林市广播电视台
  - 新闻综合频道于每日12:00播出的《天天嗑新闻》

## 黑龙江省
- 黑龙江广播电视台
  - 新闻法治频道于每日11:58播出的《龙视直播间》

## 上海市
- 上海广播电视台
  - 东方卫视于每周一至六12:00播出的《午间30分》
  - 新闻综合频道
    - 星期一至五11:05播出的《民生一网通》
    - 每日12:00播出的《媒体大搜索》

  - 第一财经频道与东方财经·浦东频道于星期一至五12:00联播的《财经中间站》
  - 五星体育频道于每周六、日12:00播出的《体育速递》

## 江苏省
- 江苏广播电视总台
  - 江苏卫视与公共·新闻频道于每日12:00并机播出的《正午江苏》
- 南京广播电视集团
  - 新闻综合频道于每日12:00播出的《南京縱橫》

## 浙江省
- 浙江广播电视集团
  - 浙江卫视于每日12:00播出的《正午播报》
  - 公共新闻频道于每日12:00播出的《新闻大直播》

- 杭州广播电视集团
  - 综合频道于星期一至六12:00播出的《直播12345》

## 安徽省
- 安徽广播电视台
  - 经济生活频道于每日11:50播出的《经视1时间》
  - 公共频道于每日11:55播出的《新闻午班车》
- 合肥广播电视台
  - 新闻频道于星期一12:30播出的《手語新闻》
  - 新闻频道于星期二至六12:30播出的《午间新闻》
- 蚌埠广播电视台
  - 新闻综合频道于每日12:00播出的《午间新闻》
- 安庆广播电视台
  - 新闻综合频道于每日12:30播出的《安庆午间新闻》

## 福建省
- 福建省广播影视集团
  - 东南卫视与海峡卫视于每日12:00播出的《海峡午报》
  - 综合频道与新闻频道于每日12:00播出的《午间新时空》
- 泉州广播电视台
  - 综合频道于每日12:00播出的《午间新闻网》
- 厦门广播电视集团
  - 新闻频道于每日12:00播出的《午间新闻广场》

## 江西省
- 江西广播电视台
  - 新闻频道于每日12:00播出的《整点新闻》
  - 都市频道于每日12:00播出的《都市现场（午间版）》
- 九江广播电视台
  - 经济民生频道于每日12:00播出的《都市快报》

## 山东省
- 山东广播电视台
  - 公共频道于每日11:30播出的《新闻午班车》

## 河南省
- 河南广播电视台
  - 河南卫视与新闻频道于每日12:10播出的《河南午间报道》
- 鄭州广播电视台
  - 新聞綜合頻道于每日12:00播出的《新聞360》

- 洛陽广播电视台
  - 新聞綜合頻道于每日12:30播出的《午間報道》

## 湖北省
- 湖北广播电视台
  - 综合频道于周一至周五11:40播出的《新闻痒痒挠》
  - 公共·新闻频道
    - 每日12:00播出的《新闻110》
    - 每日12:50播出的《长江新闻》

## 湖南省
- 湖南广播电视台
  - 湖南卫视于星期一至五12:10播出的《午间新闻》

## 广东省
- 广东广播电视台
  - 体育频道于每日12:00播出的《正午体育新闻》
  - 新闻频道于每日12:00播出的《午间30分》
- 广州广播电视台
  - 综合频道于每日12:30播出的《G4出動》、每日13:20播出的《中國城市報道》
  - 竞赛频道于每日13:00播出的《竞赛快讯》
- 深圳广播电影电视集团
  - 深圳卫视于每日11:50播出的《正午看天下》
- 珠海广播电视台
  - 新闻综合频道于星期一至五12:00播出的《灣區121》
- 湛江广播电视台
  - 综合频道于每日12:07播出的《午间快报》
- 肇庆广播电视台
  - 新闻综合频道于每日12:20播出的《午间简明新闻》
- 惠州广播电视台
  - 新闻综合频道于每日12:30播出的《午间新闻》

## 广西壮族自治区
- 广西电视台
  - 新闻频道于每日12:00播出的《正午播报》

## 海南省
- 海南广播电视总台
  - 新闻频道于每日11:30播出的《全媒体大直播》

## 重庆市
- 重庆广播电视集团
  - 重庆卫视与新闻频道于每日12:00播出的《第1眼新闻》

## 四川省
- 四川广播电视台
  - 新闻频道于每日12:00播出的《1200新闻现场》

## 贵州省
無

## 云南省
無

## 西藏自治区
- 西藏电视台
  - 西藏卫视于每日13:00播出的《午间新闻》

## 陕西省
- 陕西广播电视台
  - 新闻资讯频道于每日11:50播出的《第一新闻午间播报》
- 西安广播电视台
  - 新闻综合频道、商务资讯频道于每日12:00联播的《原點午間報》

## 甘肃省
- 甘肃省广播电影电视总台
  - 甘肃卫视于每日12:30播出的《午间20分》

## 青海省
- 青海广播电视台
  - 青海卫视于每日12:30播出的《午间360》
- 西宁广播电视台
  - 新闻频道于每日12:30播出的《第一资讯》

## 宁夏回族自治区
- 宁夏广播电视总台
  - 宁夏卫视与公共频道于每日12:00联播的《新闻正点击》
- 銀川廣播電視台
  - 公共频道于每日12:00播出的《午间新闻》

## 新疆维吾尔自治区
- 新疆电视台
  - 新疆卫视于每日14:00播出的《新闻午报》（汉语普通话）
  - 维吾尔语新闻综合频道于每日14:00播出的《新闻午报》（维吾尔语）
  - 哈语新闻综合频道于每日14:00播出的《新闻午报》（哈萨克语）
  - 体育健康频道于每日12:00播出的《体育午报》
- 新疆教育电视台
  - 主频道于星期一至五14:00播出的《新闻一刻》